# Patriarca o el poder natural de los reyes

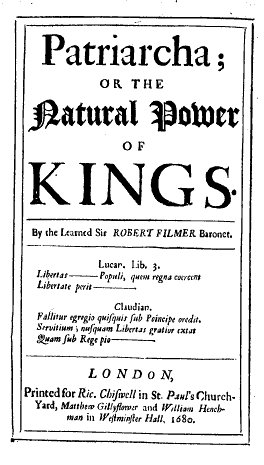
Patriarca o el poder natural de los reyes, 1680

Patriarca; o el poder natural de los reyes (más conocida como Patriarca) es un libro del filósofo inglés Robert Filmer publicado en 1680, casi treinta años después de la muerte del autor, que defiende el derecho divino de los reyes sobre la base de que la autoridad de todos los estados modernos deriva de los patriarcas bíblicos (a quienes veía como los herederos de Adán). Al mismo tiempo, critica las teorías rivales que afirmaban que la base de un estado debería ser el contrato social en específico trata las teorías de Bellarmine, Suárez y Grocio .

## Contenido
La intención del libro es tratar el problema de la justificación del poder soberano. 
La predisposición monárquica de Filmer está basada en la idea de que Dios gobierna el Universo al modo monárquico, y que esta forma de gobierno es igualmente la mejor para la Humanidad.
Filmer empieza atacando la idea de que dada la igualdad de todos los hombres ante Dios, ningún hombre específico podría tener autoridad política que el consideraba tenía la desastrosa consecuencia de la democracia. 

I come now to examine that Argument which is used by Bellarmine and is the One and only Argument I can find produced by my Author for the proof of the Natural Liberty of the People is thus framed: That God had given or ordained Power, is evident by Scripture; but God had given it to no particular Person, because by nature all Men are Equal; therefore he had given Power to the People or Multitude. 

Traducción

Paso ahora a examinar el argumento utilizado por Belarmino y que es el único argumento que puedo encontrar presentado por mi autor para la prueba de la libertad natural del pueblo y que está formulado así: Que Dios había dado u ordenado poder, es evidente. por las Escrituras; pero Dios no se lo había dado a ninguna Persona en particular, porque por naturaleza todos los Hombres son Iguales; por lo tanto había dado Poder al Pueblo o Multitud.

Su solución está en la autoridad natural de los padres sobre sus hijos. Filmer cita la Biblia para apoyar su teoría al mostrar como los patriarcas bíblicos tenían todos los atributos de la soberanía.

Had the Patriarchs their Power given them by their own Children? Bellarmine does not say it, but the Contrary: If then the Fatherhood enjoyed this Authority for so many generations by the Law of Nature, when was it loft or when forfeited, or how is it develped to the Liberty of the Multitude?

Traducción

¿Los Patriarcas habían recibido el poder de sus propios hijos? Belarmino no lo dice, sino todo lo contrario: si entonces la Paternidad gozó de esta Autoridad durante tantas generaciones por la Ley de la Naturaleza, ¿cuándo fue levantada o cuándo se perdió, o cómo se desarrolla hasta la Libertad de la Multitud?

 La monarquía sería como una familia donde el Rey sería el padre o patriarca.
Hay, pues, para Filmer, un derecho natural por excelencia: la autoridad paterna, conservándose ésta en el poder soberano de todos los Estados. ¿Que derechos tienen, entonces, los súbditos? No tienen otro derecho que subordinarse incondicionalmente al poder del príncipe. No cabe otro derecho político sino aquel que no infrinja el poder natural y paternal del monarca.

## Críticas
John Locke, en el primero de los Dos tratados sobre el gobierno civil consiste principalmente en críticas a Filmer. Locke encontró inviable la explicación de Filmer sobre la autoridad política, argumentando que no podría usarse para justificar ninguna autoridad política real, ya que es imposible demostrar que un gobernante en particular es uno de los herederos de Adán.